# Маяк Хайленд
Маяк Хайленд (англ. Highland Light), или Кейп-Код (англ. Cape Cod Light), — маяк, расположенный в пределах национального побережья Кейп-Код вблизи небольшого города Труро, находящегося в северной части полуострова Кейп-Код в округе Барнстабл штата Массачусетс в США. Маяк был построен в 1857 году, автоматизирован в 1986 году.
Световая характеристика огня — мигающий белый свет с периодом 5 с. Высота фокальной плоскости — 170 футов (51,8 м) над уровнем моря, видимость света от маяка в обычных условиях — 14 морских миль.

## Географическое положение

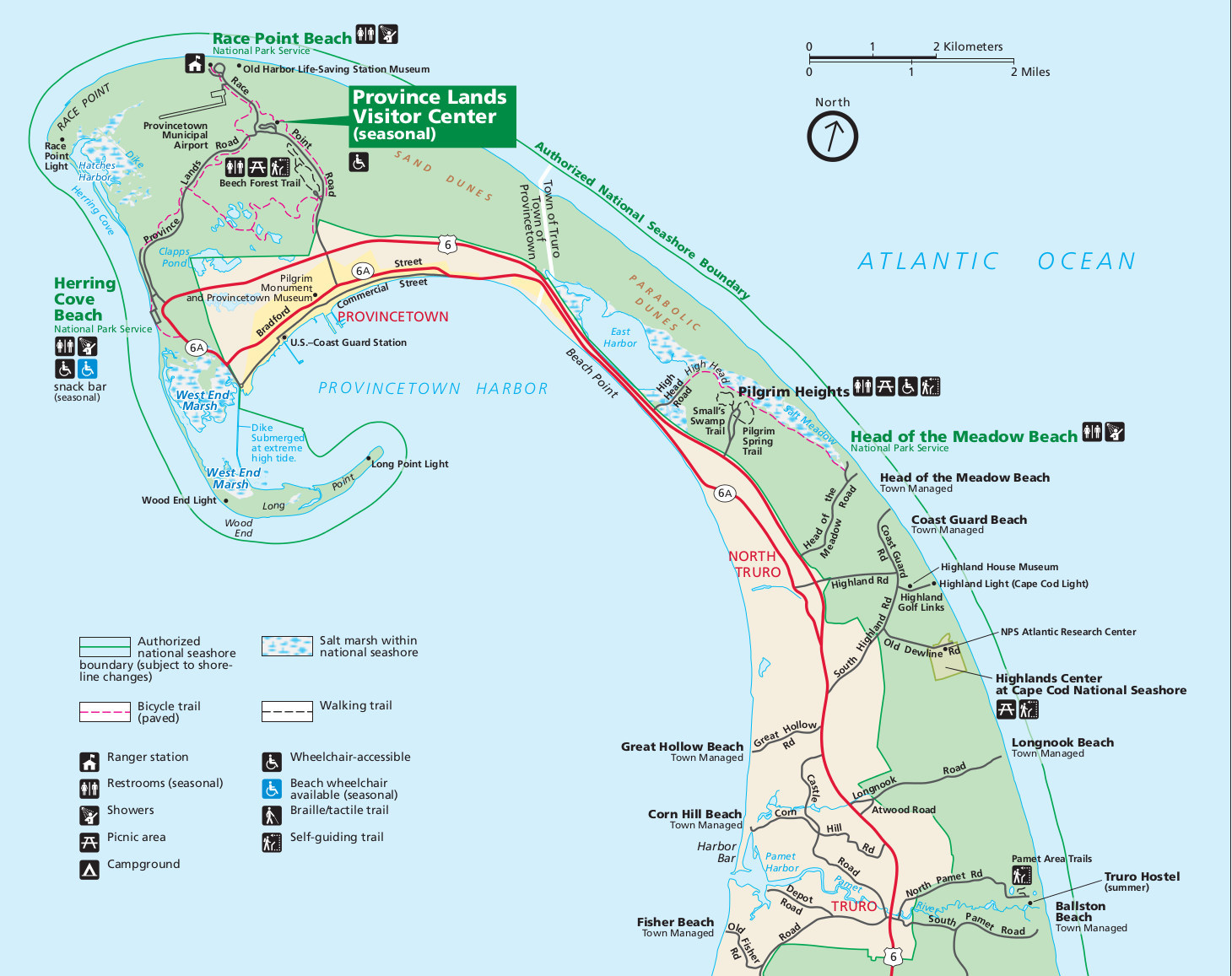
Северная оконечность полуострова Кейп-Код: маяк находится на восточном побережье (в правой части карты)

Маяк Хайленд находится в северной части полуострова Кейп-Код, на его восточном берегу, в пределах национального побережья Кейп-Код, вблизи небольшого города Труро. В качестве населённого пункта в официальном адресе маяка указана деревня Норт-Труро, входящая в состав города Труро.
Рядом с маяком проходит федеральное шоссе US 6, которое заканчивается в Провинстауне. В районе Норт-Труро от шоссе на восток отходит дорога Highland Road, с которой надо свернуть на юг на Coast Guard Drive, а затем на восток на Highland Light Road, у которой находится маяк.

## История

### XVIII и XIX века
В 1794 году, обращаясь к членам Массачусетского исторического общества, священник Джеймс Фримен утверждал, что установка маяка в районе Хай-Ленд (англ. High Land) позволила бы значительно уменьшить степень опасности, которой подвергаются морские суда у восточного берега полуострова Кейп-Код. Обращение Фримена, также поддержанное Бостонским морским обществом, было передано в Конгресс США. 17 мая 1796 года Конгресс США выделил на строительство маяка 8000 долларов.
Строительство маяка было завершено в 1797 году, окончательные расходы (включая сам маяк и дом смотрителя) составили 7257,56 долларов. Маяк был введён в эксплуатацию 15 ноября 1797 года. Первым смотрителем маяка стал Айзек Смолл (Isaac Small). Первоначальное сооружение, представлявшее собой 45-футовую (около 13,7 м) деревянную башню восьмиугольного сечения, прослужило более 30 лет. В 1831 году на его месте была построена кирпичная башня примерно той же высоты. 

### XX и XXI века

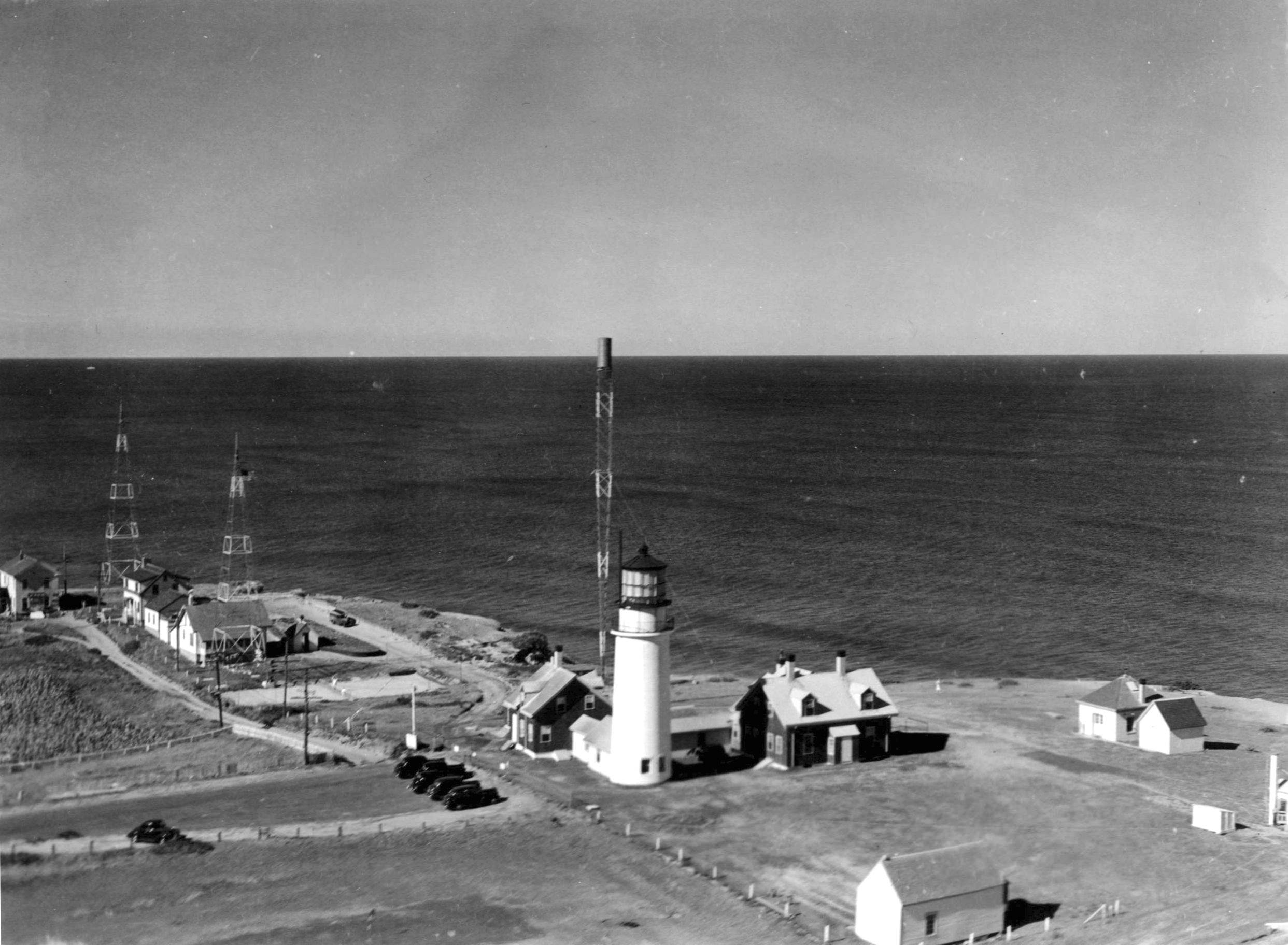
Маяк и радиолокационная станция на фотографии 1939 года

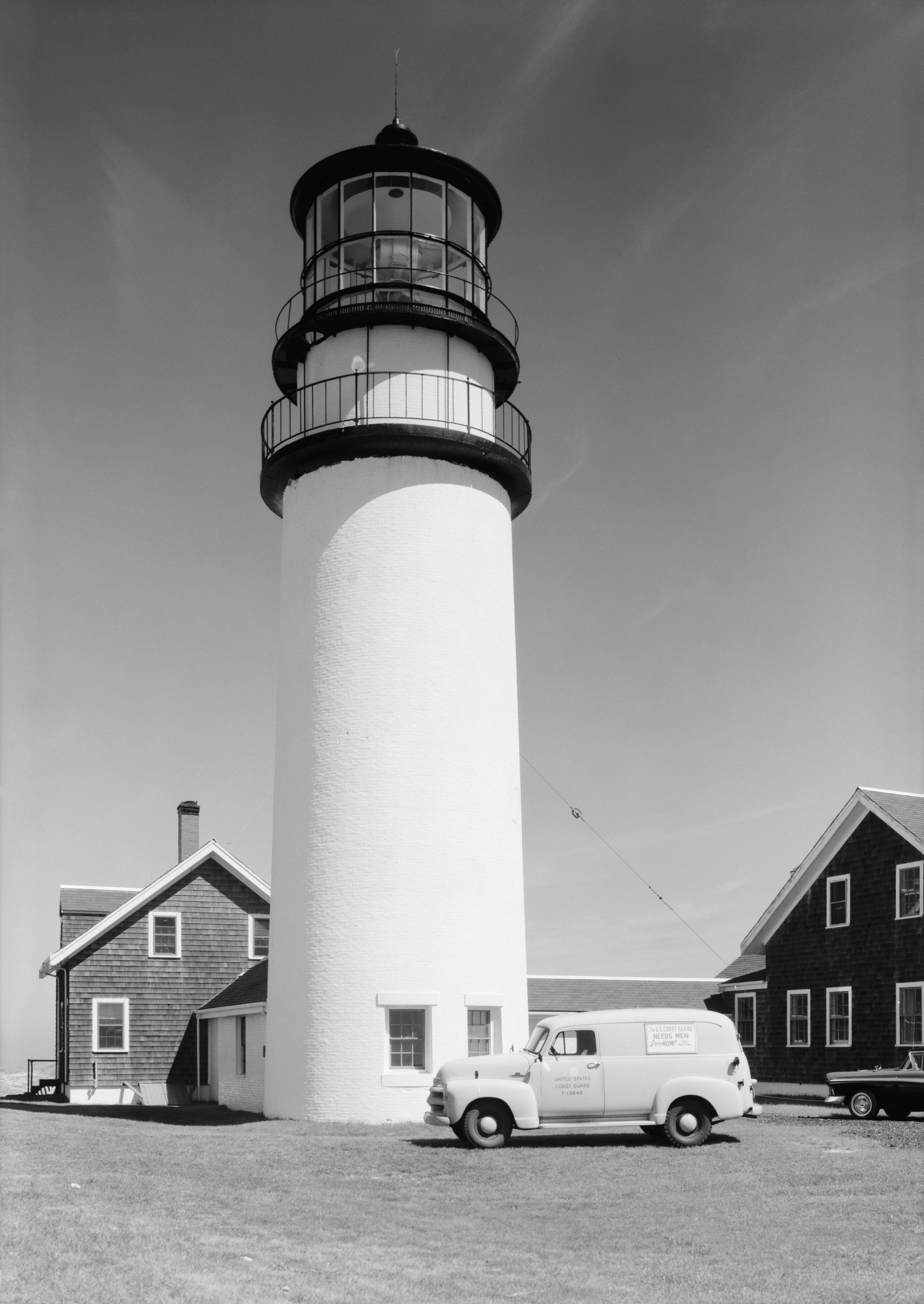
Маяк на фотографии 1959 года

В 1986 году маяк был автоматизирован, после чего должность смотрителя оказалась ненужной.
15 июня 1987 года маяк Хайленд был внесён в Национальный реестр исторических мест США под номером 87001463.

## Описание и характеристики
Высота построенной в 1857 году башни составляет 66 футов (20,1 м). Рядом с маяком находятся дом смотрителя и навес для генератора, также 1857 года постройки.
Световая характеристика огня — мигающий белый свет с периодом 5 с (Fl W 5s). Высота фокальной плоскости — 170 футов (51,8 м) над уровнем моря, видимость света от маяка в обычных условиях — 14 морских миль.

## Смотрители маяка
Список смотрителей маяка:
- Айзек Смолл (Isaac Small), 1797—1812
- Констант Хопкинс (Constant Hopkins), 1812—1817
- Джон Грозер (John Grozer или Groser), 1817—1840
- Джесси Холбрук (Jesse Holbrook), 1840—1843
- Джеймс Смолл (James Small), 1843—1849
- Уоррен Ньюком (Warren Newcomb), 1849—1850
- Энох Гамильтон (Enoch S. Hamilton), 1850—1853
- Джеймс Смолл (James Small), 1853—1856
- Хорас Хьюз (Horace A. Hughes), 1856—1859
- Джон Кенни (John Kenney), 1859—1861
- Томас Смолл (Thomas R. Small), 1861—1866
- Эзекия Хьюз (Hezekiah P. Hughes), 1866—1870
- Томас Лоу (Thomas Lowe), 1870—1872
- Уильям Госс (William W. Goss), 1872—1873
- Дэвид Лоринг (David F. Loring), 1873—1887
- Амейса Дайер (Amasa S. Dyer), 1887—1891
- Стивен Рич (Stephen D. Rich), 1891—1912
- Джордж Фолкнер (George A. Faulkner), 1912—1915
- Уильям Дэй (William A. Day), 1915—1916
- Фред Тиббеттс (Fred W. Tibbetts), 1916—1935
- Уильям Джозеф (William A. Joseph), 1935—1947
- Альфред Виера (Alfred Viera), 1951—1953
- Дональд Ормсби (Donald J. Ormsby), 1953—1956
- Уильям Джозеф (William E. Joseph), 1957—1959
- Элайас Мартинес (Elias J. Martinez), 1959—1965
- Уильям Макикерн (William J. McEachern), 1965—1967
- Джордж Бассетт (George Bassett, Jr.), 1967—1968
- Роберт Холберт (Robert E. Holbert), 1968—1970
- Чарльз Джонсон (Charles Johnson), 1976— ?
- А. Г. «Сэнди» Лайл (A. G. "Sandy" Lyle), 1978—1982
- Ленни Сендзиа (Lenny Sendzia), 1982—1984
- Джеффри Калер (Jeffrey A. Kahler), 1984—1986